# 芮春浩
芮春浩（：／ Ye Chun-ho，1927年2月7日—2020年7月22日），韩国政治人物，前国会议员。本贯義興芮氏。

## 生平
1927年出生于釜山。先后毕业于东亚大学和首尔大学经济学专业。1963年当选为民主共和党釜山影岛选区第六届国会议员。1967年获得连任。曾任执政党民主共和党秘书长，1969年因反对朴正熙终身连任而被开除党籍，后来走上了民主化运动之路。1979年以无党籍身份当选第十届国会议员，期间加入新民党。1988年参加大选，未当选。2020年7月22日逝世。
长子芮鍾碩（1953年生）为公益活动家，汉阳大学名誉教授。